# Messuby kyrka
Messuby kyrka är en evangelisk-luthersk kyrkobyggnad i stadsdelen Messuby i Tammerfors. Kyrkan som stod färdig 1879 är en långkyrka, byggd i rödtegel i nygotisk stil. Den ritades av Theodor Höijer och var avsedd att ersätta Messuby gamla kyrka som då var i dåligt skick.
I den nordliga ändan står ett torn, medan i sydändan finns ett flerkantigt kor som omges av en låg flerkantig sakristia. Kyrkan har höga välvda fönster varigenom ljuset kommer förutom till kyrkosalen även till läktarna. På väggarna finns även stödpelare som emellertid inte har någon byggnadsteknisk betydelse eftersom kyrkan har trätak.
I kyrkan finns sittplatser för 790 personer. Altarmålningen från 1888 är målad av Alexandra Frosterus-Såltin och heter Kananeisk hustru. Den ena kyrkklockan är från 1839, den andras tillverkningsår är okänt.
Kyrkogården har använts som begravningsplats sedan 1891. Där ligger bland andra författaren Kalle Päätalo.